# Nyársapát
Nyársapát es un pueblo húngaro perteneciente al distrito de Nagykőrös en el condado de Pest, con una población en 2013 de 1949 habitantes.
La localidad albergaba un templo románico de la era de Árpád. Actualmente las ruinas están desaparecidas, pero hay un memorial en su lugar.
Se ubica sobre la carretera 441, a medio camino entre Nagykőrös y Cegléd.